# ウィリアム・ダウズウェル (財務大臣)

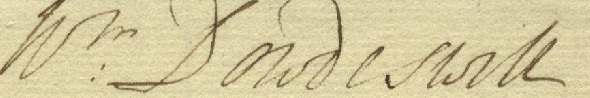
ウィリアム・ダウズウェルの署名

ウィリアム・ダウズウェル（William Dowdeswell PC、1721年3月12日 – 1775年2月6日）は、グレートブリテン王国の政治家。1763年のりんご酒税への反対で頭角を現し、第1次ロッキンガム侯爵内閣で財務大臣を務めた。退任以降はロッキンガム派ホイッグ党の指導者の1人になり、ロッキンガム侯爵の腹心として派閥の議会戦術を主導した。

## 生涯

### 生い立ち
政治家ウィリアム・ダウズウェルと2人目の妻エイミー（Amy、1728年以降没、アンソニー・ハモンドの娘）の息子として、1721年3月12日に生まれた。ダウズウェル家はエリザベス1世の治世にテュークスベリーの近くのブッシュリーに定住し、1628年にプール・コートの地所を購入したという経歴を持つ家系だった。1728年9月5日、7歳で父を失った。
1730年から1736年までウェストミンスター・スクールに通った後、1737年4月2日にオックスフォード大学クライスト・チャーチに入学した。キャロライン王妃の死去に際して、1738年に大学で詩集が作られることになり、ダウズウェルもラテン語の詩を寄稿した。オックスフォード大では学位を修得せず、1745年にライデン大学に入学して、そこでのちの政治家チャールズ・タウンゼンド閣下、ジョン・ウィルクス、医者アンソニー・アスキュー、聖職者アレグザンダー・カーライルと知り合った。その後はグランドツアーに出て、イタリアとギリシャを旅した。

### 1度目の議員就任
1747年に帰国して、同年6月の総選挙でテュークスベリー選挙区から出馬した。ダウズウェル家はプール・コート地所の所有により、イングランド王政復古以来テュークスベリー選出の庶民院議員を輩出しており、1747年の総選挙でもダウズウェルが野党派ホイッグ党員として当選した。
1度目の議員期では1750年のウェストミンスター選挙区補欠選挙をめぐり、1751年にジャコバイトのアレクサンダー・マレー・オブ・エリバンクをロンドン塔に投獄することを動議して、トーリー党を激怒させた。1754年イギリス総選挙ではテュークスベリーで多くの有権者が集まって、「道路工事に1,500ポンドを出資する人物にのみ投票する」と合意したが、ダウズウェルはこの要求を拒否した。有権者の出した条件に同意した人物が立候補したため、ダウズウェルは再選を断念して撤退した。

### 2度目の議員就任

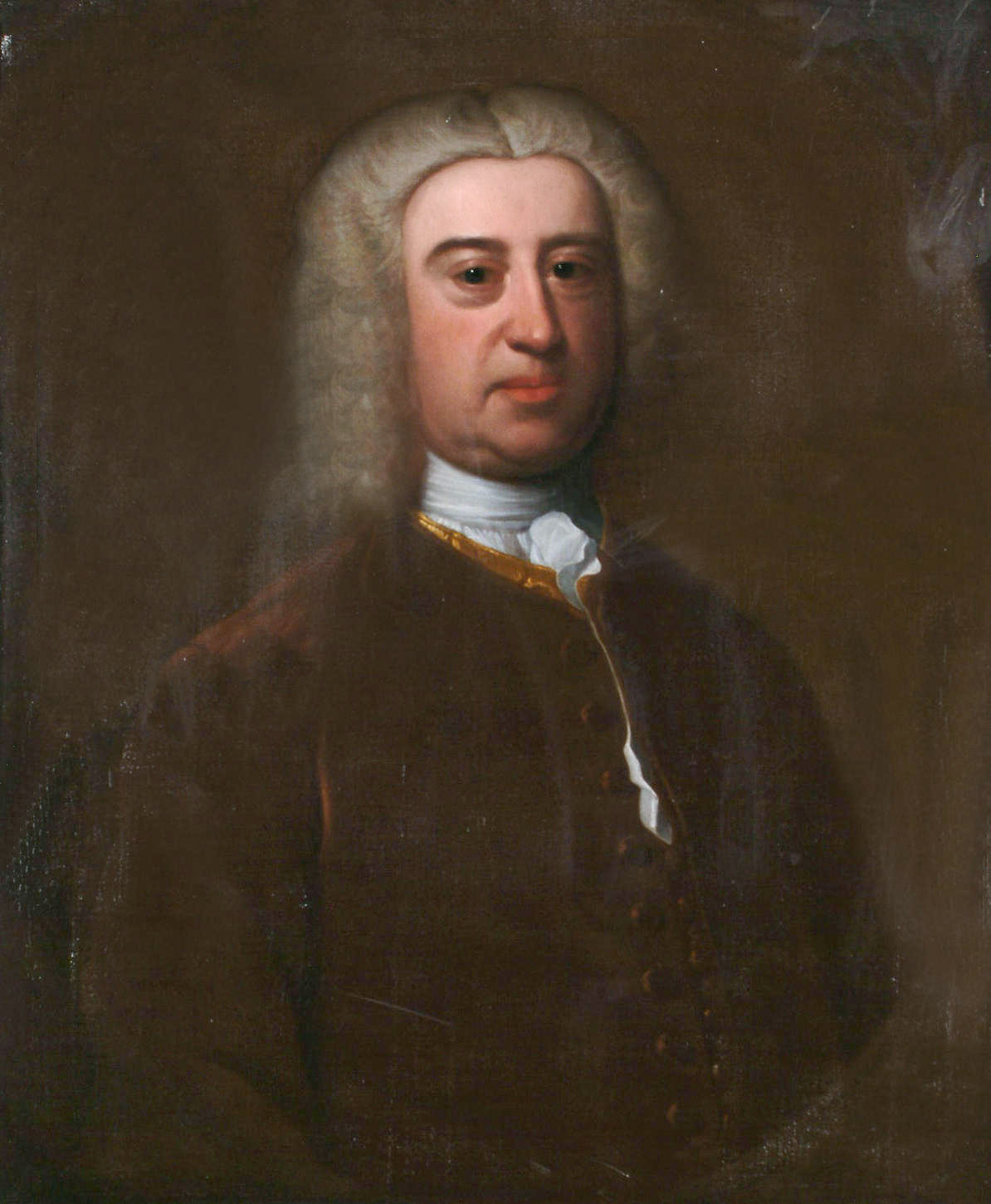
ジェームズ・ハリス

1761年イギリス総選挙でウスターシャー選挙区から出馬した。ウスターシャーでは州の会合で議員を指名していたため、選挙戦になることは少なく、前回が20年前の1741年イギリス総選挙だった。ダウズウェルは1761年、1768年、1774年の三度にわたって選ばれ、いずれも無投票での当選だった。
2度目の議員期における最初の投票記録は1762年12月の七年戦争予備講和条約への反対票だった。その後、ウィルクスへの一般逮捕状（general warrant）をめぐり野党に同調したが、ダウズウェルは自身を野党に属するとは考えておらず、1765年5月にも摂政法案について政府を支持した。演説は財政に関するものが多く、一貫して政府支出の削減と減税を主張した（もっとも、『オックスフォード英国人名事典』は政府支出の削減を「地方ジェントルマンによくみられる」主張だとした）。そのため、1765年3月に首相兼財務大臣ジョージ・グレンヴィルが国債の利子率を下げる計画を発表したとき、ダウズウェルは計画を賞賛した。
平議員として頭角を現したのはりんご酒税への反対だった。りんご酒税はウスターシャーを含むイングランド西部諸州の有権者に不評な政策であり、1763年3月に財務大臣の第2代準男爵サー・フランシス・ダッシュウッドが消費税のりんご酒への適用を含む予算案を提出すると、ダウズウェルはすぐに反対し、ジェームズ・ハリスから「主要な反対者」と評された。1763年11月、グレンヴィルはダウズウェルなどりんご酒税に関心を寄せる議員と議論して、妥協点を探ろうとしたが、ダウズウェルが自力で全廃を目指すと結論付ける結果になった。1764年1月にはりんご酒税に関する検討委員会の設立を動議し、ハリスがそのときの演説を「礼儀正しく、平静で筋が通っている」と評価した。2月にもりんご酒税廃止動議を提出し、動議自体は否決されたもののグレンヴィルから譲歩を引き出した。

### 財務大臣
1765年にホイッグ党内閣である第1次ロッキンガム侯爵内閣が成立し、サー・ウィリアム・ベーカーとヘンリー・シーモア・コンウェイが財務大臣就任を辞退すると、次に打診を受けたのはダウズウェルだった。ダウズウェルの財政以外の政策は『英国議会史』で「ホイッグとトーリーの混合」と評され、トーリー党しか賛成しないチャールズ1世の処刑記念に賛成したり、トーリー党が支持する民兵隊を嫌ったりした。しかしりんご酒税への反対により地方ジェントルマン議員のなかでも注目される存在になり、首相ロッキンガム侯爵がダウズウェルの任命を人気取りに利用したのであった。こうして、ダウズウェルは同年7月10日に枢密顧問官、7月17日に財務大臣に任命された。
財務大臣としてのダウズウェルは正式には閣僚ではなかったが、閣議に出席することも多く、ロッキンガム侯爵からはアメリカ政策について諮問を受けた。もっとも、同時代の人物には辛辣な評価を下されることが多く、聖職者ウィリアム・ウォーバートンは「追い出された人（前任の初代リトルトン男爵）は2足す2が4とすら学べず、入ってきた人はそれしか知らない」と皮肉を言い、文筆家ホレス・ウォルポールは「あの骨折り仕事が算数に依拠する限り、それしか能のない彼には適任である」と評した。『英国議会史』はこれらの評価を踏まえたうえで、ダウズウェルを「誠実な地方ジェントルマンで、財政に強い興味を持つが、機知に富む人ではなく、優れた議会人でもない」と評した。
1766年3月の予算案では予想通りにりんご酒消費税の廃止が盛り込まれ、同時代の新聞で「りんご大臣」（Apple Chancellor）のあだ名をつけられた。もっとも、りんご酒の小売りに対する課税（1大だる6シリング）も同時に盛り込まれており、ダウズウェルは実際にはりんご酒税を消費税庁から取り上げただけだったが、この変更により消費税庁が約10万3千世帯に立ち入って調査することがなくなり、「自由の回復」と称えられた。
内閣は1766年7月に倒れ、続くトーリー党のチャタム伯爵内閣では財務大臣を更迭されつつも第一商務卿または陸軍支払総監への就任を打診されたが、国王ジョージ3世にとっても政界全体にとっても予想外なことに、ダウズウェルは辞退した。ダウズウェルはホイッグ党に属したが、子沢山で家計が苦しく、政界ではこの苦境により就任することが予想されていたのである。

### ホイッグ党の指導者

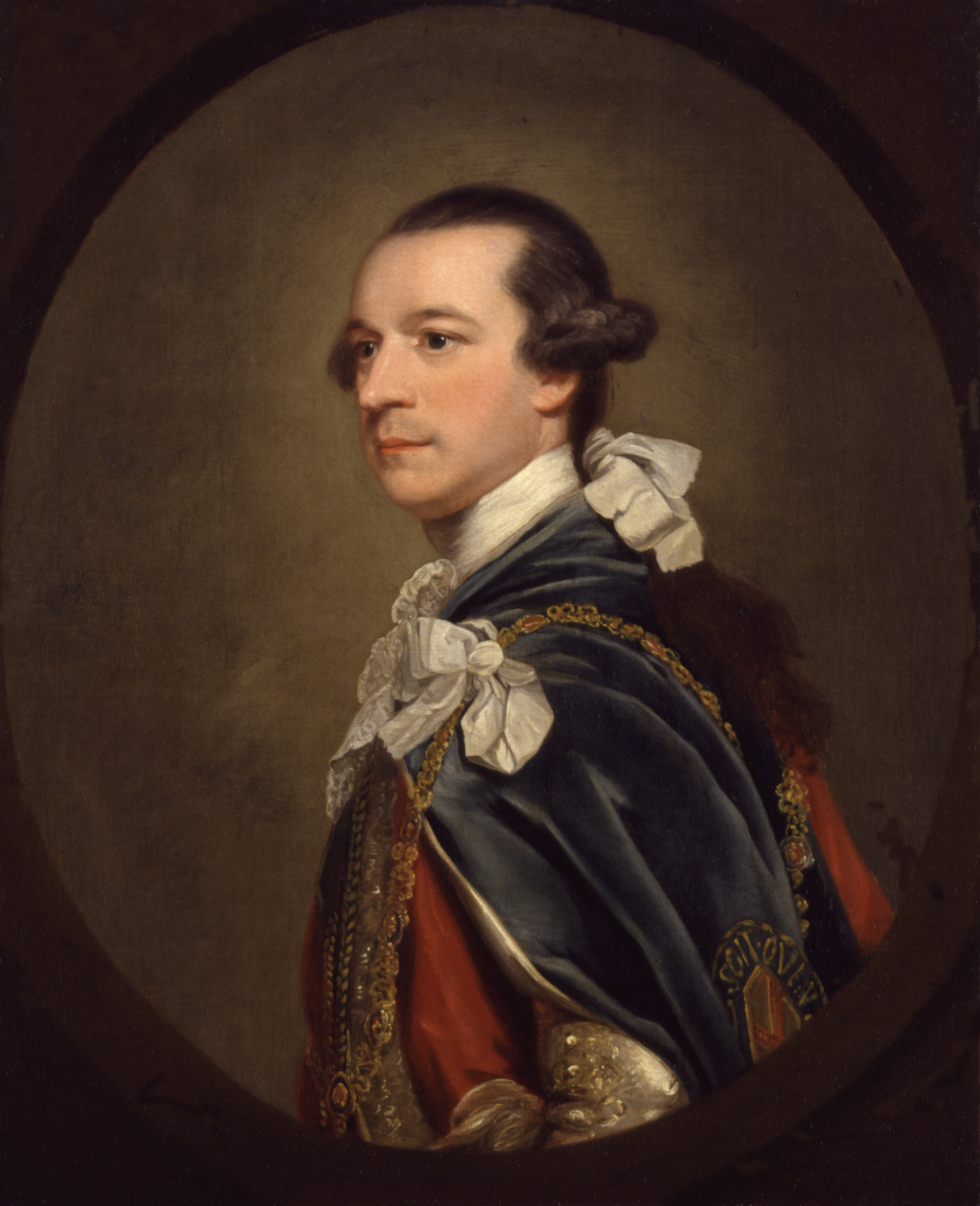
1768年ごろのロッキンガム侯爵

1767年1月、土地税の税率を4分の1下げる議案に賛成して、206票対188票で可決させた。政府は議案に反対しており、『英国人名事典』によれば名誉革命以降の金銭法案における最初の与党敗北である。同1月にロッキンガム派と同じく野党に属するベッドフォード派の合同が交渉されたが、失敗に終わった。このときにはダウズウェルがロッキンガム侯爵の腹心になっており、7月20日にロッキンガム派とベッドフォード派の会合で国王に提出する新内閣案が討議されたとき、ダウズウェルは会議に出席した。両派の交渉は進まず、ベッドフォード公爵は庶民院院内総務をヘンリー・シーモア・コンウェイではなくダウズウェルにすることを提案したが、ダウズウェルに拒否された。次にコンウェイがロッキンガム派単独でチャタム伯爵内閣に入閣することを提案したが、ダウズウェルはロッキンガム侯爵への助言で提案の却下を主張し、ロッキンガム侯爵が組閣する場合には重要ポストを自派で固めつつ、できるだけ多くの党派との連立を組むべきと述べた。このような連立ができない場合は「盟友が私たちと組まない場合、私たちが盟友と組むことはできない」とした。ロッキンガム侯爵はこれらの主張を1782年の第2次ロッキンガム侯爵内閣組閣まで15年間守り続け、『英国議会史』はダウズウェルの主張を1783年のフォックス＝ノース連立内閣の先鞭をつけたと評価した。
以降ダウズウェルはロッキンガム派の議会戦術を主導し、『英国議会史』で「彼の政治生命はロッキンガム派の歴史である」と評された。『オックスフォード英国人名事典』によれば、ダウズウェルはこの野党期に約500回の議会演説をしたという。彼は1770年に消費税庁、関税庁の公務員の投票権を剥奪すべきと主張、1772年3月に王室結婚法案に反対したが、いずれも失敗に終わった（ただし、前者はダウズウェル死後の1782年議会法で実現）。また1771年にグレンヴィル派がノース内閣への入閣を選び、野党に転じたチャタム伯爵派とも連携できなかった。
対アメリカ13植民地政策に関しては保守的であり、植民地がタウンゼンド関税への反対請願を出すことはイギリスの徴税権を否定することに等しく、イギリスが徴税権を放棄することは主権も放棄することに等しいとした。そして、植民地がイギリスの権威に抵抗した場合は最後まで戦い抜き、国が破滅するか、尊厳も権威もかなぐり捨てて、権利を一部放棄することでそれ以外の権利を保持するか、という二択になるため、穏健な政策をとるべきと主張した。1773年から1774年にはボストン港法案とマサチューセッツ統治法案（いずれも耐え難き諸法に含まれる）に反対し、茶法の廃止を再三主張した。

### 死去
結核により健康が悪化し、1774年春にバース、同年夏にブリストルで休養した。さらに血管が破裂してしまい、9月には温暖な気候の場所での休養を医者に勧められた。これにより同年11月に南仏のニースに向かったが、回復しないまま1775年2月6日にニースで病死した。遺体は本国に運ばれ、4月9日にブッシュリーの教会に埋葬された。死後、妻の要望を受けたエドマンド・バークが長い墓誌を書き、1777年にブッシュリーでダウズウェルの記念碑が立てられた。その後、1818年に妻が死去すると、ダウズウェルと同じ墓所に埋葬された。
ダウズウェルが遺した蔵書は1775年に売却された。

## 著作
- Representative of a Cyder-County (1763). An Address to Such of the Electors of Great-Britain, as are Not Makers of Cyder and Perry (英語). London: W. Nicoll.
  - りんご酒税に反対する著作。1763年夏に出版[3]
- The Sentiments of an Englishh Freeholder, on the Late Decision of the Middlesex Election (英語). London: J. Dodsley. 1769.
  - ミドルセックス選挙事件（英語版）に関する著作。アレグザンダー・ウェッダーバーンによる校閲を経て1769年11月に出版[3]

## 家族
1747年11月6日、ブリジット・コドリントン（Bridget Codrington、1729年11月6日 – 1818年3月27日、初代準男爵サー・ウィリアム・コドリントンの娘）と結婚、6男9女をもうけた。
- エリザベス（1748年ごろ – 1830年10月21日） - 1777年6月21日、初代準男爵サー・ウィリアム・ペピスと結婚、子供あり[9][10]
- フランシス（1750年没） - 夭折[9]
- アン・シャーロット（1752年4月8日 – 1806年9月[9]）
- アラベラ（1753年5月12日 – 1780年1月17日埋葬[9]）
- トマス（1754年1月12日 – 1811年11月11日） - 1798年9月27日、マグダレーナ・パズリー（Magdalena Pasley、1776年ごろ – 1842年10月1日、初代準男爵サー・トマス・パズリー（英語版）の娘）と結婚[9]
- チャールズ・ウィリアム（1756年1月8日 – 1776年2月20日[9]）
- メアリー・セオドシア（1756年ごろ[9] – 1830年12月27日[11]）
- ウィリアム（英語版）（1760年2月27日 – 1828年12月1日） - 陸軍軍人、庶民院議員、バハマ総督。生涯未婚[12]
- ダイアナ・マリア（1761年ごろ – 1834年8月10日[9]）
- キャロライン（1762年 – 1816年[9]）
- エドワード・クリストファー（1764年 – 1849年8月1日） - 聖職者、生涯未婚[13][14]
- マリアン（Marianne、1775年3月20日埋葬[9]））
- ウェントワース（1766年 – ?） - 夭折[9]）
- アンナ（1768年 – 1770年4月11日[9]）
- ジョン・エドマンド（1772年3月3日 – 1851年11月11日） - 六男。法廷弁護士、庶民院議員。1800年9月4日、キャロライン・ブリーツケ（Caroline Brietzcke、チャールズ・ブリーツケの娘）と結婚、子供あり[15]